# Kyabje Trijang Rinpoche
Kyabje Trijang Rinpoche (Gongtang, Tíbet, 20 de marzo de 1901 - Dharamsala, India, 1981) fue lama Gelug y discípulo directo de Pabongka Rinpoche. Fue tutor menor y guía espiritual del 14º dalái lama durante cuarenta años. Es también lama de muchos lamas Gelug que enseñan en Occidente, incluyendo Zong Rinpoche, Geshe Rabten, Lama Yeshe, Lama Zopa Rimpoché, Lama Gangchen Rinpoche y Geshe Kelsang Gyatso. Geshe Kelsang se refiere a Kyabje Trijang Rinpoche como «Un vasto depósito del cual todos los practicantes Gelugpa del presente recibieron las aguas de las bendiciones e instrucciones». La Fundación para la Preservación de la Tradición Mahayana (FPMT) lo describe como «Uno de los más importantes maestros del budismo tibetano de nuestro tiempo». Es ampliamente reconocido en la comunidad tibetana, ya que sin su ayuda la situación del budismo tibetano, y en particular la tradición del maestro Je Tsongkhapa, podría estar en una situación completamente diferente».
Un gran número de maestros del budismo tibetano del presente son sus discípulos y todo lo que han realizado se lo deben directa o indirectamente a la gran bondad de su maestro, que sobre sale como una figura inolvidable en la historia del Tíbet y consecuentemente del budismo tibetano.

## Nacimiento e infancia
Trijang Rinpoche nació en Gungtang (Tíbet) el 20 de marzo de 1901, el «Año de la Vaca de Hierro». Se dice que un árbol de damasco floreció y ofreció 30 frutos a su nacimiento en pleno invierno riguroso». Siendo aún muy niño, antes de que pudiera andar, demostró gran interés en pinturas religiosas, estatuas e indumentárias de ritual tántrico; y gesticulaba como si estuviese recitando oraciones. Su padre, Tserin Dondrub, fue un descendiente del tío del 7º dalái lama, Kelsang Gyatso, y tenía grandes conocimientos religiosos. Su madre Tsering Drolma, era de la villa de Gungtang Nanggong.
Cuando las noticias de sus acciones precoces alcanzaron Ngarampa, los lamas Losang Tendar y Geshe Gendun Dragpa Chen, que eran los responsables de encontrar la encarnación de Losang Tsultrim Palden, que en su vida pasada había sido el «Ganden Tripa» (título que se da al jefe de la tradición Gelug), viajaron a su lugar de nacimiento, Gungtang. Cuando el niño los vio, gritó «¡Gendun Dragpa!», a quien luego le pidió que se dejara lavar los pies. Gendun Dragpa tenía como costumbre lavar los pies de Losang Tsultrim Palden cuando tenía reumatismo. El niño también identificó correctamente una estatua particular de Buda, que pasó a pertenecerle más adelante, así como el rosario y el tazón, entre otras cosas. Esta y otras señales los llevaron a la conclusión de que probablemente habían identificado la encarnación. El 13º dalái lama, cuando vio una lista de nombres de niños que presentaban fuertes señales de reconocimiento, dijo que lo mejor sería reconocer al chico nacido en Gungtang.
En 1904, con la edad de 3 años, fue invitado por el 13º dalái lama a vivir en Lhasa. Aprendió a leer, estudiar y comprender rápidamente todo lo que se le enseñó del alfabeto en adelante.

## Encontrando su guía espiritual
En 1906, con la edad de 5 años, se mudó a la residencia de Chusang Ritroe, donde conoció a Pabongka Rinpoche (Pabongka Dechen Ñingpo). De él recibió sus primeras enseñanzas, «Conjunto de Iniciaciones en Manjushri del linaje secreto de Tsongkhapa». Pabongka Rinpoche cuidaba gratamente del niño y esto formó una fuerte conexión entre ellos, que haría que Trijang fuese su mejor discípulo. Esta fuerte conexión se mantuvo durante 35 años, hasta 1941, cuando Trijang Rinpoche recibió la noticia de que Je Phabongkhapa había muerto. Esto le provocó una inmensa tristeza y realizó ceremonias con oraciones y ofrendas en su honor.

## Recibiendo la orden, enseñanzas e iniciaciones tántricas
En 1907, con la edad de 6 años, marchó al monasterio de Gepel, en Reteng, lugar en el que se gestaron las enseñanzas de la escuela Kadampa. Tomó los cinco votos Pratimoksha y los diez votos del monje novicio, recibiendo el nombre de Losang Yeshe Tenzin Gyatso Pelsangpo. Memorizó muchos textos budistas, incluyendo la mitad del Madhyamakavatara de Chandrakirti, analizando su significado. Más tarde, en ese mismo año, visitó el monasterio de Ganden, y fue recibido por los abades de Shartse y Jangste, a los que reconoció, junto al templo principal, sin ser presentado.
Los doce años siguientes los dedicó al estudio de los textos clásicos para ascender al título de Geshe, principalmente aquellos que componían los libros de Panchen Sonam Dragpa. También estudió las colecciones de Je Tsongkhapa, del primer dalái lama y del Panchen lama Chokyi Gyaltsen. En Ganden, se acostumbró a quedarse fuera del templo hasta bien entrada la noche, con el frío gélido, quedándose con las manos congeladas la mayoría de veces. Era el mejor alumno de su clase. En 1908 recibió las iniciaciones de Kalachakra del Lama Serkong Rinpoche, así como las iniciaciones de Manjushri, Avalokiteshvara y Vajrapani. Más tarde recibió iniciaciones de Guhyasamaja, Yamantaka, Heruka y Vajrayogini.
Continuó recibiendo iniciaciones e instrucciones de Pabongka Rinpoche, incluyendo las Colecciones de Gyalwa Ensapa, las Colecciones de Panchen Chokyi Gyaltsen, y del gurú yoga de Je Tsongkhapa, llamado Ganden Se la Gya Me la (en español: Centenares de Deidades de la Tierra Alegre). Recibió la Iniciación a las seis maneras de revolver los chakras de Heruka, incluyendo los ornamentos de hueso, así como todas las iniciaciones de acciones tántricas de Khyenrab Yonten Gyatso, el 88.º Ganden Tripa. En 1916, con 15 años, estudió la gramática tibetana y, a partir de sus conocimientos, compuso partituras y cánticos para las prácticas espirituales y ceremoniales, además de versos acrósticos, tales como:

¡Ah Amigos! Mientras la saliva cae de la sonrisa del Señor de la Muerte

Emblanquecido su cabeza como el caer de la blanca nieve
Podría esta vida tediosa rendir cualquier cosa no maligna?

Darma de mi Guru es lo que iré a practicar!

Fue un estudioso que aprendía rápidamente y un maestro del debate. En 1919, con 18 años, en su examen final, debatió delante de los Geshes de los tres mayores monastérios Gelugpa. Ellos permanecieron aprensivos, queriendo saber si estaba intelectualmente listo, porque era muy joven y no había estudiado el tiempo necesario, pero, terminaron por «alabar a los cielos» por la respuestas que dio. El 13º dalái lama le concedió el tercer lugar, y junto con el título de Geshe, terminó por recibir el grado más alto, el de Lharampa.
Tras un breve tiempo, recibió los 253 votos de la ordenación completa del 13º dalái lama. En 1919 fue admitido en la Universidad Tántrica Superior de Gyuto, donde estudió el Raíz del tantra de Heruka y los comentarios de Tsongkhapa, Be dön kun säl (en español: Iluminando todo el significado oculto).
Entre los 20 y los 22 años, Trijang Rinpoche recibió muchas enseñanzas e iniciaciones de su gurú Je Phabongkhapa, incluyendo la iniciación del Mandala de Sindhura de Vajrayoguini en consonancia con Naropa, y la iniciación del Mandala de Cuerpo de Heruka en consonancia con Ghantasala, enseñanzas de Lama Chopa (ofrenda al guía espiritual), Gelugpa Mahamudra, el Lamrim Chenmo (Las etapas del camino) por Je Tsongkhapa y Los Siete Puntos del Entrenamiento de la Mente de Geshe Chekawa.

## Primeros retiros espirituales
Tras una estancia de un año en la Universidad Tántrica, la Chatreng en la provincial de Kham, donde obtuvo más enseñanzas, y dedicó su tiempo libre hacía retiros para meditar a varias deidades como Yamantaka, Cinco Deidades de Heruka, Vajrayogini, Hayagriva y Avalokiteshvara. También realizó sus prácticas preliminares de purificación de la mente y acumulación del mérito (Tib. ngon dro) en conjunto con el "Lama Chopa"; también meditaba en el Lamrim y en el Lojong (el entrenamiento de la mente).

## Impartiendo iniciaciones y enseñanzas
En 1924, cuando tenía 23 años, Geshe Yonten, de la Universidad de Ganden Shartse, lo solicitó como maestro para que enseñara.
Comenzó concediendo la transmisión oral de la “Colección de Trabajos de Je Tsongkhapa y sus Dos Discípulos" para aproximadamente 200 monjes, y concediendo más tarde la iniciación de Vajrayogini en consonancia con Naropa para cerca de 60 lamas, Lamas encarnados y monjes. Después fue invitado por el Artog Tulku de Sera del Je Monastério para dar iniciaciones en las Cinco Deidades de Heruka y Hayagriva para cerca de 200 personas. En Chatreng, con la edad de 24 años, enseñó el Lamrim a dos mil monjes conjuntamente con laicos y concedió la iniciación en Avalokiteshvara. También dio extensas enseñanzas en el Guru Puja (Ofrenda Espiritual de Lama Chopa). Después recibió una invitación para dar iniciaciones en el Monastério de Gangkar en, Guhyasamaja, Avalokiteshvara y Vajrayogini.
A la edad de 24 a 27 años, viajó y enseñó extensivamente en muchos lugares Gelugpa por todo el Tíbet, donde comenzó a hacerse muy famoso enseñando a miles de personas conectadas a los monastérios, así como laicos. También enseñó por petición en centros Sakyas y Nyingmas. Viajó al oeste y dio iniciaciones en Avalokiteshvara y ensinamentos sobre el Lamrim para cerca de tres mil monjes del Monastério de Jampa Ling en Litang, así como para muchas personas del propio lugar.
Al pie de la montaña de Kambo, el lugar sagrado de Chakrasamvara, concedió la iniciación y prosiguió por un largo retiro.
En 1928, a la edad de 27 años, retornó a la Chatreng, y fue invitado por los Tántricos de Chagra Gang a dar iniciaciones en “La Forma Pacífica de Padmasambhava en consonancia con los Viejos Textos Conciliatórios”. También alento y ayudó a reparar el Templo de Chagra.
Volviendo a Lhasa aún a finales del año, continuó a visitar monastérios concediendo iniciaciones y ensinamentos, incluyendo valles y platôs de Gyaltang. En consonancia con el autor de la Secreta Biografía de Gangkar Rinpoche, Gangkar Rinpoche este tiempo tuvo una visión de Trijang Rinpoche siendo la reencarnación de Padmasambhava; y efectuó ceremonias en su honra y lo regaló con un gran número de ofrendas, incluyendo una sagrada estatua de Heruka.
En Lhasa tuvo audiencias con el 13º dalái lama y Pabongka Rinpoche y realizó ofrendas con monedas de plata, granos y té para todos los monjes de Ganden. También inició una recaudación para obtener fondos para los monjes. El año siguiente, con la edad de 28, donó presentes a todos los que estaban en el gran festival de oraciones, el Monlam, e hizo muchas ofrendas a las Universidades Tántricas.
Durante los próximos años, hasta 1932, recibió enseñanzas muy profundas de Pabongka Rinpoche, incluyendo las instrucciones orales de muchos linajes secretos de la tradición Gelugpa, concentrándose enseguida en retiros tántricos. En 1932 dio más enseñanzas extensivas en los monastérios de Ganden Shartse y Jangste.
En 1933 murió el 13º dalái lama. Trijang Rinpoche ayudó a Ling Rinpoche y otros grandes lamas de los monastérios de Sera y Namgyal con los rituales de consagración del cuerpo y el relicário.
En 1936, a la edad de 35 años, concedió la iniciación en Heruka a los monjes del monastério de Ganden e hizo un tour por los distritos del sur del Tíbet haciendo ofrendas e impartiendo enseñanzas. Continuó recibiendo instrucciones de Pabongka Rinpoche y realizó extensivas ofrendas en las Universidades de Shartse y Jangtse.
Tras concluir las enseñanzas de Je Phabongkhapa sobre el Lamrim Chenmo en el monastério de Ganden, en 1939 Trijang Rinpoche realizó un tour a los centros de romaria en la India y Nepal, concluyendo extensas ofrendas en cada lugar. Luego dio de inmediato enseñanzas e iniciaciones en Dromo en el monastério de Dungkar, en Heruka, Guhyasamaja, Yamantaka, Vajrayogini y Guru Puja, y en la vuelta visitó lugares importantes en Tsang, incluyendo el monastério de Tashi Lhunpo. En 1940 enseñó el Guru Puja y el Mahamudra Gelugpa al monje sénior de Ganden Jangtse. En 1941 continuó recibiendo enseñanzas de Je Phabongkhapa.
También enseñó extensivamente al 14º dalái lama como su tutor auxiliar.
De 1960 en delante, mientras en el exilio en la India, continuó enseñando e iniciando a Dalái lama y muchos otros discípulos, inclusive concediendo iniciación en Vajrayogini en Dharamsala, así como muchas enseñanzas e iniciaciones en los nuevos monastérios locales en Buxa, en la Universidad Tántrica en Dalhousie y en el monastério tibetano en Varanasi. En 1967 enseñó a Centenares de Deidades de la Tierra Alegre (El Guru yoga de Je Tsongkhapa en consonancia con el linaje de Segyu lineage) para centenares de estudiantes en Dharamsala, y en 1970 dio semejantes en Bodh Gaya.
En 1969, concedió las iniciaciones mayores en Heruka en consonancia con Luipa a cerca de mil personas a petición de las Universidades Tántricas. En el otoño de 1971 visitó Mysore, en el sur de la India y la pedidos de los monje de los tres mayores monastérios asentados en el campo tibetano de Mundgod, dio extensivas enseñanzas e iniciaciones a monjes y laicos, ordenando centenares de jóvenes monjes. Aún hizo ofrendas a la Sangha y donó estatuas de Je Tsongkhapa y de sus Dos Hijos al templo principal de Ganden, junto con las tangkhas.
En 1972 dio iniciaciones y enseñanzas en Vajrayogini en Dharamsala a 800 personas de varios monastérios conjuntamente con laicos en Bodh Gaya. Más tarde, aquel año, impartió enseñanzas en el Instituto para las Enseñanzas Tibetanas en Varanasi, y el año siguiente concedió iniciaciones en Heruka y Vajrayogini para 700 personas en el monastério Tibetano.
Él y el tutor principal Ling Rinpoche, eventualmente intercambiaban enseñanzas e iniciaciones. En 1969 enseñó a Ling Rinpoche el Lamrim Chenmo, y en 1970 le concedió la iniciación en Yamantaka. En retribución, en 1970, él recibió de Ling Rinpoche la iniciación Tantra Acción en Vairochana y también enseñanzas en Lamrim Chenmo. En 1972 dio a Ling Rinpoche enseñanzas en el Guru Puja de Yamantaka, y en retribución recibió una enseñanza en agradecimiento (rituales de ofrendas) a Yamantaka.

Aunque era respetado en todo el Tíbet por los lamas de todas las escuelas budistas, y aún invitado por todas para dar enseñanzas e iniciaciones, Trijang Rinpoche enseñó básicamente las enseñanzas de la tradición Gelugpa de Je Tsongkhapa. Él también fue el titular de la Tradición Oral de Ganden, o Geden, que fue pasado para él en su integridad por su guru raíz Pabongka Rinpoche. En consonancia con Geshe Helmut Gassner, traductor del dalái lama por 17 años, uno de los dos primeros Geshes ordenados de occidente: 

"El gran maestro Pabongka fue en la primera mitad del siglo veinte el titular llave del Linaje Oral de la Tradición Geden.
Muchos otros maestros antes que él dominaron ciertos aspectos de las enseñanzas de la tradición, pero fue Pabongka Rinpoche quién tuvo el particular mérito de localizar, hallar esas transmisiones parciales, estudiar, aprender y tener una comprensión amplia de ellas, para traerlas unidas nuevamente, transmitiendolas a los discípulos ordenadamente. En su tiempo casi no hubo una figura significativa de la Tradición Geden que no fuera discípulo de Pabongka Rinpoche. Kyabje Trijang Rinpoche fue el discípulo capaz de recibir y pasar íntegramente la Tradición Oral Geden una vez más. La práctica del Dorje Shugden es una parte integral de la tradición".

## Otras realizaciones

### La liberación en la palma de tu Mano
En 1921, cuando Trijang Dorjechang contaba con 21 años de edad, Pabongka Rinpoche fue invitado a ir a la “Hermitagem de Chuzang” cerca de Lhasa, para enseñar el Lamrim Chenmo, el "El Gran Tratado de los Estadios en el Camino a la Iluminación", que le concedió a través de un periodo de 24 días, para más de dos mil monjes (entre los que se encontraban muchos de los grandes lamas que han tenido un papel relevante en la transmisión del darma en Occidente) y muchos laicos. Durante aquel tiempo, Je Phabongkhapa pidió a su discípulo principal Trijang Rinpoche, que publicara un libro basado en las anotaciones que él Trijang había hecho durante las enseñanzas. Más tarde, Trijang Rinpoche fue el responsable de la transcripción y publicación del clásico texto Lam Rim de su guru, Pabongka Rinpoche, intitulado, La liberación en la palma de tu mano.

### Otros textos
Trijang Rinpoche es también autor de otros textos budistas. En 1967, con 66 años de edad, compuso un elaborado set de textos conductores, sobre el Pequeño y Mediano Camino Gradual a la Iluminación (Lam Rim). También compuso:
- Liberación de Su Custódia, una composición sobre las anotaciones de los discursos de Pabongka Rinpoche sobre el Lam Rim (incluso entre la Colección de los Trabajos de Je Pabongka).
- El Mandala de Cuerpo de Chakrasamvara en consonancia con Ghantapada
- La Larga Ceremonia de la Consagración - relacionado la Heruka y Guhyasamaja para la Universidad Tântrica Alta
- Un set de iniciaciones en Tara Chittamani
- Un completo set de puntos de ejemplos gramaticales en forma de verso
- Un índice de contenidos sobre los trabajos de Chatreng Jampa
- Varias biografías
- Varios rituales, súplicas de oraciones en la arena, incluyendo la reencarnacióno de varios Lamas
- Un set de iniciaciones en Tara Blanca
- Un set de iniciaciones de la Deidade Protectora Dorje Shugden

### Tutor auxiliar de Su Santidad El 14º Dalái Lama

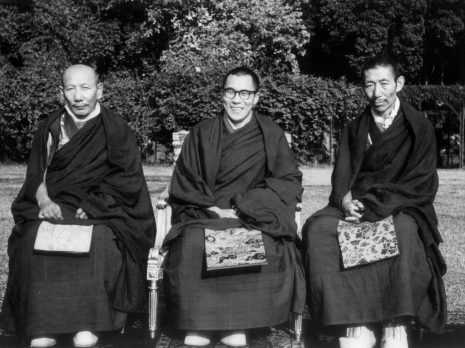
Ling Rinpoche, el Dalái lama y Trijang Rinpoche en Hyderabad House, Nueva Delhi. 1956

Trijang Rinpoche pertenecía a la tradición Gelug, como el 14º dalái lama.
La tradición Gelug cuenta con el mayor número de monastérios y lamas en el Tíbet.
En 1941, Trijang Rinpoche fue nombrado Tutor Asistente del 14º dalái lama, y de allí en adelante ayudó al Tutor Sénior Ling Rinpoche en la educación de Su Santidad, inicialmente enseñándolo a leer y memorizar textos para ser recitados. Su Santidad El 14º dalái lama describe aTrijang Rinpoche como su “Guru Raíz” en dos de sus libros.
En 1947 comenzó a entrenar al dalái lama en dialéctica y lógica (terminando en 1959, conduciéndolo así al examen oral final durante el Festival de las Oraciones), lo llevó a un tour extenso en los monastérios de Drepung y Sera para que fuera instalado en los diversos tronos que ocupa en esos monastérios.
En 1950, los chinos comunistas entraron en la región de Chamdo a través de un pasaje por Kham, de esta manera Trijang Rinpoche acompañó a dalái lama ahora con capacitación espiritual y temporal hasta Dromo, donde dio más enseñanzas en Lamrim.
En 1954 acompañó el dalái lama hasta Ganden, y después hasta Beijing hasta Kongpo, Powo, Chamdo etc.
En 1956 acompañó al dalái lama y al Panchen Lama por una peregrinación por la India. En 1960 y 1961, le dio las iniciaciones mayores en Heruka, Las Cinco Deidades en consonancia con Ghantapa, Vajrayogini en consonancia con Naropa, y otras iniciaciones. En 1962 dio al dalái lama la iniciación del Mandala de Cuerpo de Heruka y enseñó la Práctica de Generación y la Práctica Completa de este Tantra. En 1963, enseñó al dalái lama la completa transmisión de la Colección de Trabajos de Je Tsongkhapa, más discursos sobre el Guru Puja, Gelugpa Mahamudra y Yamantaka Tântra.
En 1964, enseñó al dalái lama el Lamrim Chenmo y los 800 versos del Sutra Prajnaparamita, y en 1966 dio al dalái lama la transmisión oral de la Colección de Trabajos de Gyaltsabje y Khedrubje (los dos discípulos principales de Je Tsongkhapa).
En la primavera de 1970 enseñó al dalái lama las Prácticas de Generación y Conclusión de la Tara Chittamani y de Vajrayogini en consonancia con Naropa, y le dio iniciaciones en las 16 Gotas de los Kadampas. Más tarde, aquel año le dio muchas iniciaciones de larga vida conjuntamente con las iniciaciones en Guhyasamaja y enseñanzas en la Rueda de las Afiladas Armas y el Lojong (entrenamiento de la mente), las iniciaciones mayores en las 62 Deidades de Heruka en consonancia con Luipa. Allá estaban presentes otros 700 estudiantes, y en las hileras frente a los miembros de las Universidades Tántricas del Alto y del Bajo.

En consonancia con Helmut Gassner, traductor del 14º dalái lama por 17 años:

"Durante aquellos años, yo acompañaba frecuentemente a Geshe Rabten en sus viajes, y tuve la oportunidad de conocer algunos personajes importantes, de entre ellos Kyabje Trijang Rinpoche, el Tutor Júnior de Su Santidad el Dalái Lama.
 Trijang Rinpoche era en muchos aspectos una de las más importantes figuras de su tiempo. En los años 50 él era la fuerza tras Su Santidad, un poderoso pilar en las dificultades y problemas del pueblo tibetano. Este hecho era muy conocido por los chinos comunistas y él, Trijang, se convirtió en el principal enemigo. Fue también Trijang Rinpoche quien enseñó a Su Santidad el Dalái Lama los conceptos de Budismo así como la comprensión en política y el aprimoramento en habilidades sociales.

Mientras, colaborando en la completa educación del dalái lama, él continuaba dando iniciaciones y enseñanzas cada vez a más monjes de las Universidades Tántricas de Tashi Lhunpo, Ganden, Sera, Namgyal, y así por todas parte.

En consonancia con muchos discípulos: 

Él fue el más relevante de los maestros en todas las áreas de enseñanzas budistas, así como en la cultura tibetana. Él era la fuente de todos los campos del conocimiento y consultor en todas las áreas. Era un hecho bien conocido que él fue el maestro de mayor alcance, que había obtenido las más altas realizaciones de los Sutras y Tantras, así como su mayor propagador del budismo tibetano - Insuperável!

### Práctica de Dorje Shugden
Dagpo Kalsang Khedrup fue el Guru Raíz de Dagpo Jampel Lhundrup, que por su parte, fue el Guru Raíz de Pabongka Rinpoche que, fue el Guru Raíz de Trijang Rinpoche. Kalsang o Dagpo Kalsang Khedrup louvando Dorje Shugden, escribió “Eons Infinitos”, un poema muy conocido de los lamas practicantes de Dorje Shugden.
Trijang Rinpoche, fue un adherente de la práctica del Protector del Darma Dorje Shugden, y promovió su práctica anchamente. Escribió el célebre comentario "Música Deletante El Océano de los Protectores", un poema alabando a Dorje Shugden parafraseando el poema de Kalsang “Eons Infinitos”.
Trijang Rinpoche afirmó en muchas ocasiones que Dorje Shugden era una emanación de Buda de la sabiduría Manjushri. También afirmó que si alguien se convence de que Dorje Shugden es un espíritu mundano "Una montaña de consecuencias absurdas, ideas distorsionadas previamente no existentes, tendrían que ser aceptas."

## Discípulos
Trijang Rinpoche tuvo muchos discípulos conocidos, algunos de los cuales se hicieron maestros renomados en occidente, de entre ellos, Tenzin Gyatso (el 14º dalái lama), Lama Yeshe, Lama Zopa Rimpoché, Lama Gangchen Rinpoche y Geshe Kelsang Gyatso, que continúa la práctica en su pureza, así como la transmisión de la Tradición Oral Ganden.

Trijang Rinpoche fue el maestro del dalái lama hasta el final de su vida. Enseñó al dalái lama desde el nivel elemental hasta las más altas transmisiones tántricas. El dalái lama lo describe en diversos libros, diciendo que fue su guía espiritual:

Los dos, (Ling Rinpoche y Trijang Rinpoche) permanecieron como mis tutores hasta el final de mi educación formal, y yo continuamente recibo las herencias de numerosos linajes budistas tibetanas de ambos. Fueron grandes amigos con características muy diferentes… Trijang Rinpoche era alto, un hombre flaco con una gran gracia y elegancia, con una nariz puntiaguda para un tibetano. Era gentil y tenía una voz profunda, que era particularmente melodiosa cuando cantaba... Trijang Rinpoche fue uno de los mayores poetas de su generación, con un eclético conocimiento en arte y literatura."

En consonancia con Gonsar Rinpoche, "fue Kyabje Trijang Dorje Chang quién ofertó a su Santidad el Dalái Lama las transmisiones más importantes del Darma, tales como el Gran Lamrim (Tib. Lamrim Chenmo), el tantra Chakrasamvara y centenares de varias iniciaciones e instrucciones especiales. Ayudó también a su Santidad cuando era joven a componer textos, preparar charlas, etc."
Geshe Kelsang Gyatso, un estudioso y Yogui que enseña en el occidente, ha alabado a Trijang Dorjechang como su querido guru raíz en muchas ocasiones. Lo ha seguido, así como su linaje de enseñanzas, y atribuye su éxito con la Nueva Tradición Kadampa a su guru raíz. Geshe Kelsang se refiere a Kyabje Trijang Rinpoche como “un vasto depósito del cual todos los practicantes Gelugpa del presente reciben las aguas de las bendiciones e instrucciones.

Por ejemplo, en su comentario en la Ofrenda al Guía Espiritual (Tib. Lama Chopa), Gehlek Rinpoche dice que los eneñamientos "vinieron continuamente, como la viva tradición del Buddha Vajradhara hasta Kyabje Trijang Rinpoche" y añade: 

Yo recibí estas enseñanzas de Kyabje Trijang Rinpoche cuarenta años atrás, en algún lugar del otro lado del río, en el valle Tsechor Ling en Lhasa. Un buen número de personas que estaban allí y ahora están en el occidente también: Lama Yeshe, Dagyab Rinpoche, Tomo Geshe Rinpoche, y también Geshe Kelsang Gyatso. No todos recibimos las enseñanzas a la vez.

Los discípulos de Trijang Rinpoche lo consideran en la misma línea mental que Atisha, y el titular del linaje de toda la esencia del linaje Gelugpa del Lamrim, Lojong y Mahamudra. En el prefácio de su comentario del Lamrim, Geshe Kelsang afirma, "Yo he recibido esas enseñanzas de mi Guía Espiritual, Trijang Dorjechang, que fue una emanación de Atisha; siendo así, las explicaciones dadas en este libro, Camino Alegre de la Buena Fortuna, en la realidad vinieron de él, y no de mí aún." En consonancia con Gonsar Rinpoche, su "compasión y sabiduría y el servicio atribuido al Darma y a los seres sensibles, fueron absolutamente insuperables."

Trijang Rinpoche también tuvo otros discípulos menos conocidos y fue objeto de peregrinación de entrada en el Tíbet, y más tarde en Dharamsala y Mundgod en la India: 

Casi todos los tibetanos buscan, por su orientación y bendiciones en casi todas las situaciones y actividades, esto incluyendo a grandes maestros, mayor, Rimpochés júnior, gueshes, monjes, monjas, ministros, empresarios, hombres, mujeres, pobres, ricos, viejo, jóvenes, intelectuales y profesionales. Tibetanos de prácticamente todas las formas de practica lo buscan por sus consejos y apoyo, tanto en los momentos difíciles como alegres. Él se preocupa por la igualdad entre todos, sin discriminación, con compasión y paciencia.

## Trayendo el Budismo a occidente
Trijang Rinpoche tuvo una influencia seminal de largo alcance cuando fue introducido en el Budismo Tibetano en Occidente. La web de la FPMT afirma, "la diseminación del Dharma por occidente está directa e indirectamente conectada a Trijang Rinpoche, debido a sus propias enseñanzas, así como las actividades de sus discípulos, incluyendo Lama Yeshe, Lama Zopa Rimpoché, Geshe Rabten, Kyabje Zong Rinpoche y muchos otros." A finales de su vida, aún había conquistado muchos discípulos occidentales, y muchos otros miles que no lo conocieron personalmente, pero que siguen las enseñanzas de sus propios maestros, que por su parte, fueron discípulos del maestro Trijang Rinpoche. En el otoño de 1966 fue invitado a ir a occidente, a visitar Suiza para un tratamiento médico; visitó también Alemania , Inglaterra, Francia y otros países, donde vivieron muchos tibetanos endeñando. Fue invitado a volver a Suiza en 1968 para dar consagración a un nuevo monastério tibetano, viajando esta vez con Kyabje Ling Rinpoche.
Alentó a Gueshe Rabten, Gueshe Kelsang y a muchos otros buenos discípulos para llevar el Dharma de Yhe Tsongkhapa a Occidente, y señaló que "estos esfuerzos nunca serán en vano, pero que son una contribución importante al Dharma y el bienestar de los seres sensibles." Hablando de Gueshe Rabten, Gonsar Rimpoché explica: "El principal padre de gueshes, Su Santidad Triyhang Dorje Chang, cuyo consejo fue siempre un factor concluyente en las decisiones de las enseñanzas de Gueshe, apoya la transmisión de las enseñanzas a Occidente desde el principio." Triyhang Rimpoché pidió al Gueshe Kelsang Gyatso que fuera a Inglaterra en 1977, dando "dando muchos augurios sobre lo mal que iría", también dio permiso para enviar el Darma gelugpa de una manera que era accesible a los occidentales, pero no perdido cualquier parte del significado de las enseñanzas. A pesar de su fondo tibetano, Triyhang Doryhechang cree en la capacidad de conseguir profunda experiencia con los Sutras y Tantras Buda, en sus propios países y culturas, y animó a sus mejores discípulos a "dar a los más maduros, iniciaciones y enseñanzas tántricas con bases en las enseñanzas esenciales del Dharma, como el Lamrim (camino gradual a la iluminación), Loyong (entrenamiento de la mente) y los grandes tratados filosóficos ".
Trijang Rinpoche fue el primero maestro tibetano en tener un encuentro con un Pontífice de Roma, al conocer al Papa Paulo VI en 1963.

## Su trabajo para los tibetanos en el exilio
Tras los exámenes finales del dalái lama en 1959, a causa de los chinos, los dos dejaron el palacio de Norbulingka en Lhasa y viajaron a la India. En consonancia con los discípulos de Trijang Rinpoche: 

No solamente él ofertó a su Santidad el Dalái Lama los estudios del nivel elemental, hasta las altas transmisiones Tantricas, como fue también la espina dorsal en la lucha contra la ocupación china, en el más difícil y confuso tiempo de la historia tibetana. La escapada de Su Santidad el Dalái Lama del Tíbet en 1959 fue posible gracias a la visión, sabiduría y esfuerzos de Kyabje Trijang Dorje Chang.

Muchos informes sugieren que tras el éxodo tibetano en 1959, la principal preocupación era con el aculturamento en la India, pero principalmente que no se perdieran los valores y la identidad del pueblo tibetano. Los dos tutores del dalái lama, Khyabje Ling Rinpoche y Khyabje Trijang Dorjechang, tuvieron un papel vital en el desempeño de las directrices básicas de la estructura del Gobierno Tibetano en el Exilio (TGIE), aconsejando el dalái lama, y asentando las bases de la fundación de los tres grandes monastérios en el sur de la India, las Universidades Tántricas y varios monastérios más pequeños.

### Himno Nacional Tibetano
Kyabje Trijang Rinpoche escribió el Gyallu, el Himno Nacional Tibetano, que fue adoptado por la comunidad tibetana en el exilio y usado hasta el presente día. El Himno se enfoca en la radiación de Buda Shakyamuni:

Por el esparcir de las enseñanzas de Buda en las diez direcciones, puedan todos por el mundo fuera apreciar las gloria de la felicidad y de la paz.
En la batalla contra las fuerzas negras negativas, puedan los auspiciósos brillos del sol de las enseñanzas de los seres del Tíbet y el brillo de las miradas radiantes de propiedades ser para siempre triunfante.

## Muerte de Trijang Rinpoche
A finales de la década de 1970, uno de sus devotos discípulos era Dagpo Rinpoche que se hubo instalado en Francia obteniendo óptimos resultados divulgando el darma en su instituto en París. Dagpo Rinpoche fue en una de sus vidas anteriores Dagpo Jampel Lhundrup, que fue el guru raíz de Pabonkgka Rinpoche. Dagpo Jampel Lhundrup, por su parte, entre otras vidas anteriores fue Suvarnadvipa Guru (Lama Serlingpa) y Marpa Lotsawa.
Dagpo Rinpoche invitó a Trijang Rinpoche para visitar Francia, que siempre se colocó a su servicio tanto en la India cuánto en Europa como ya había hecho por varias veces.
En París, en 9 de noviembre de 1981, cuando Ling Rinpoche vino para el ritual de larga vida ofertado a Trijang Rinpoche por Dagpo Rinpoche, el Maestro decidió dejar su cuerpo a los 80 años de edad en Dharamsala.
Muchos de los discípulos que se encontraban allí para las ceremonias sintieron que el Maestro no tardaria en reencarnarse. De hecho, inmediatamente en 1982 regresó porque su misión siempre fue dedicarse a los seres sensibles aflitos a estos tiempos degenerados.

## Trijang Chocktrul Rinpoche
Su Santidad el dalái lama reconoció personalmente la reencarnación de Trijang Rinpoche. En la actualidad la reencarnación reconocida de Trijang Rinpoche es Trijang Chocktrul Rinpoche que vive en los Estados Unidos, en su instituto de Darma impartiendo enseñanzas.